# Stadtbrücke (Heide)
Die Stadtbrücke ist eine Straßenbrücke in der schleswig-holsteinischen Stadt Heide im Verlauf der die Stadt in Ost-West-Richtung durchquerenden B 203. Die Brücke verbindet die Bahnhofstraße westlich der Bahngleise und die Hamburger Straße östlich der Gleise der Marschbahn und der hier parallel geführten Bahnstrecke Heide–Büsum in direkter Nähe zum ehemaligen Vorplatz des alten Bahnhofs. Am westlichen Ende der Brücke münden der Wulf-Isebrand-Platz und die Brahmsstraße in die Bahnhofstraße; am östlichen Ende münden die Berliner Straße und die Stiftstraße in die Hamburger Straße.
Mit dem Bau der Brücke wurde Anfang der 1970er Jahre ein Bahnübergang ersetzt. Die Einweihung fand im Juni 1974 statt. Eine Sanierung bzw. ein Rückbau der stadtbildzerstörenden Brücke ist seit einigen Jahren immer wieder im Gespräch.
Parallel zur Brücke werden die beiden Bahnstrecken mittels eines getrennten Fuß- und Radwegs unterquert. Die Unterführung entstand zeitgleich mit dem Bau der Straßenbrücke. Die Unterführung ist barrierefrei direkt an den Hauptbahnsteig des Heider Bahnhofs angeschlossen.
Unmittelbar an der Brücke befinden sich die Stadtbrücken-Apotheke und das 2021 eingeweihte Seniorenheim. Im nahe gelegenen ehemaligen Kleinbahnhof der Norderdithmarscher Kreisbahn sind heute eine Musikschule und ein Jugendzentrum untergebracht.

## Einzelnachweise

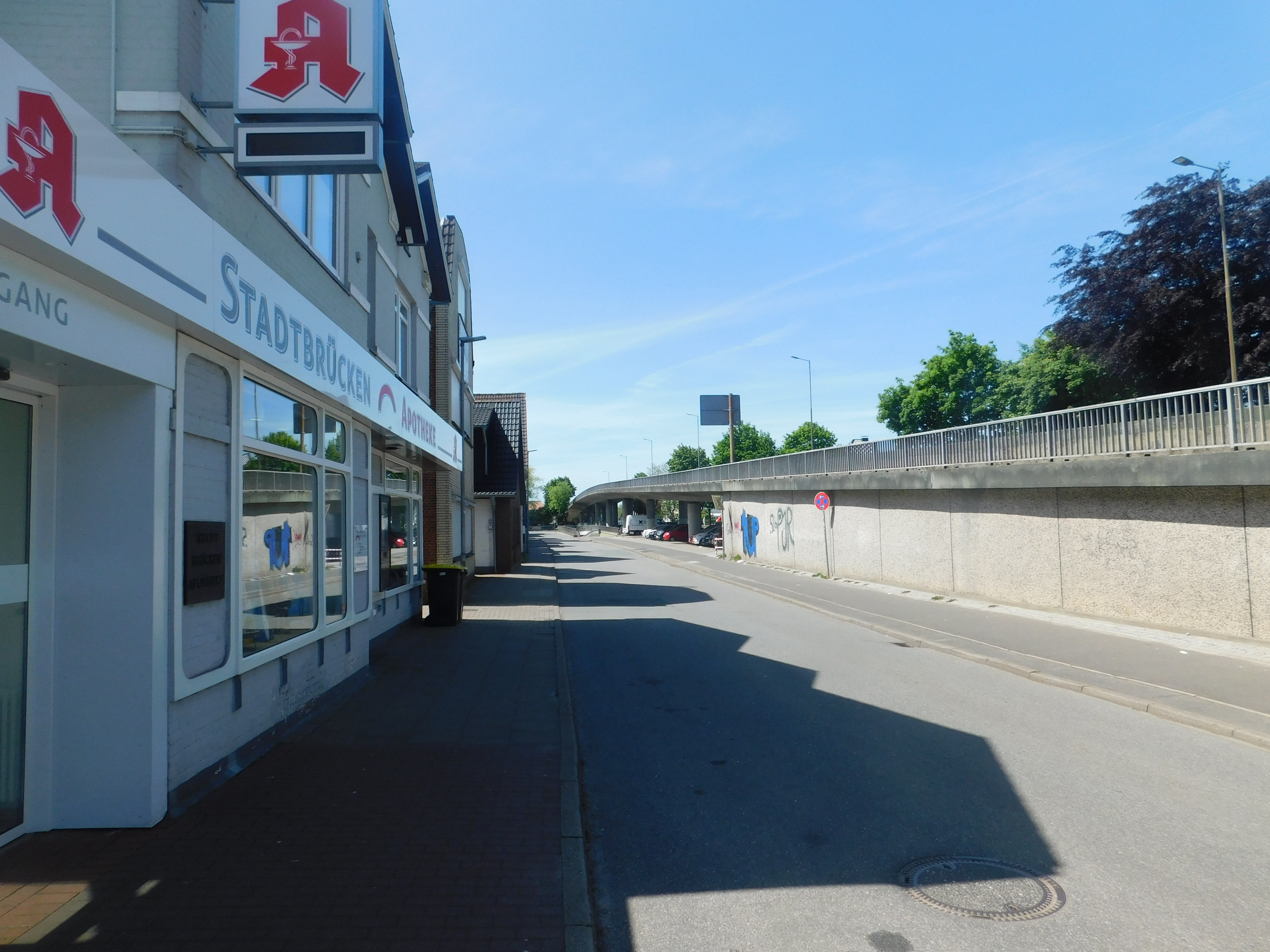
Stadtbrücken-Apotheke